# Paul Henss (SS-Mitglied)
Paul Henss (* 2. September 1922 in Hörbach (Herborn); † 25. März 2008) war Mitglied der Waffen-SS, Mitglied der Leibstandarte SS Adolf Hitler, eines dem Diktator persönlich unterstellten Truppenverbandes der SS, und zwischen 1942 und 1944 Hundeführer in den Konzentrationslagern Dachau und Buchenwald.
Henss beantragte am 7. Juni 1940 die Aufnahme in die NSDAP und wurde zum 1. September desselben Jahres aufgenommen (Mitgliedsnummer 7.759.985). Bei seiner Einwanderung in die Vereinigten Staaten im Jahr 1955 hatte der frühere SS-Mann bewusst seine NS-Vergangenheit verschwiegen. Vor US-Journalisten hatte Henss zunächst behauptet, Dachau und Buchenwald nie betreten zu haben, sondern an der Ostfront in der Hundeschulung und Bewachung von Gefangenen tätig gewesen zu sein. Im März 2007 gab Henss dann zu, in beiden Konzentrationslagern jeweils zwei bis drei Monate eingesetzt worden zu sein. Im Oktober 2007 erklärte Henss vor Journalisten, er habe zwar Schäferhunde und Rottweiler ausgebildet, aber keine Kriegsverbrechen begangen.
Die Abteilung für Sonderermittlungen im US-Justizministerium Office of Special Investigations hat nach eigenen Angaben seit 1979 Verfahren gegen 106 Nazi-Täter gewonnen, die in den Vereinigten Staaten Zuflucht gesucht hatten. Ermittler Eli Rosenbaum teilte mit: „Das brutale System der Konzentrationslager hätte nicht ohne die Entschlossenheit von SS-Männern wie Paul Henss funktioniert, der, mit einem scharfen Hund, zwischen den Gefangenen und ihrer Freiheit stand.“ Neben der Kontrolle der Häftlinge und der Fluchtvereitelung in den NS-Konzentrationslagern habe Henss sich an der Beaufsichtigung von Zwangsarbeit beteiligt.
Die US-Ministerien für Justiz und Innere Sicherheit hatten ein Abschiebeverfahren gegen den ehemaligen 85-jährigen KZ-Wächter Henss aus Deutschland eingeleitet, dessen letzter US-Wohnort im Oktober 2007 seit 10 Jahren Lawrenceville bei Atlanta im Bundesstaat Georgia gewesen war.
Richter Dan Pelletier ordnete am Dienstag, dem 13. November 2007, nach 30-minütiger Anhörung in Abwesenheit des Beschuldigten die Ausweisung von Paul Henss an. Die US-Justizbehörde teilte mit, dass Henss bereits am Freitag, dem 9. November 2007, nach Deutschland ausgereist sei.
Die Zentralstelle im Lande Nordrhein-Westfalen für die Bearbeitung von nationalsozialistischen Massenverbrechen bei der Staatsanwaltschaft Dortmund teilt in ihrem Einstellungsbescheid vom 4. Februar 2008 unter AKTENZEICHEN 45 Js 1/08 mit, dass das Ermittlungsverfahren gegen den KZ-Wächter Paul Henss eingestellt sei, da sich das Verfahren durch seinen Tod am 25. März 2008 erledigt habe.